# Хань Сян-цзи
Філософ Хань Сян-цзи (кит.: 韓湘子, hán xiāng zi) — один з Вісьмох Безсмертних у пантеоні даосизму. Народився при династії Тан і був названий Цінфу (кит.: 清夫, qīng fū). Він був племінником або внуком знаменитого державного діяча і поета Хань Юя (768–824). Його вчителем був патріарх Люй Дунбінь. Хань Сян залишив роботу чиновника в уряді і вирушив шукати істину дао.
У літературі згадується випадок, як Хань Юй попереджував Хань Сяна, щоб той залишив даосизм, а Хань Сян хотів, навпаки, залишити офіційну кар'єру. На бенкеті Хань Сян продемонстрував потужність дао, випивши величезну кількість вина до кінця і не сп'янівши.
Хань Сян ходив весь час з чарівною флейтою, відрізнявся веселою вдачею, а від його флейти розцвітало все довкола. Він вважається за покровителя флейтистів.
Хань Сянцзи особливо досяг успіху у вивченні магічних знань. До того ж він відрізнявся веселою вдачею, що перетворює його учення на певну якість життя.
Хань Сян-цзи умів робити вино з води і вирощувати взимку квіти. Його змальовують красивим хлопцем, який грає на флейті. За цю красу Хань Сян-цзи асоціювався з жінкою, і на зображеннях йому додавали жіночих рис.